# 熊谷県
熊谷県（くまがやけん）は、1871年（明治4年）に武蔵国北部、上野国のほぼ全域を管轄するために設置された県。現在の埼玉県の埼玉郡・北足立郡以西、群馬県のおよそ東毛地域を除いた範囲にあたる。

## 概要
1873年（明治6年）6月15日、群馬県（第1次）と入間県が合併して熊谷県が成立。初代県令には河瀬秀治が任命された。川越と前橋、それに秩父郡大宮郷（現秩父市）の3ヶ所に支庁が設けられた。しかし、1876年（明治9年）に旧群馬県は両毛の山田郡などを栃木県から再編入して群馬県（第2次）に、旧入間県は埼玉県（第1次）と合併して、わずか3年で廃止された。なお、熊谷県県令の楫取素彦は引き続き群馬県県令を務めた。この熊谷県の成立には、川越藩と前橋藩の関係が密接に絡んでいる。
江戸時代後期、両藩は極めて特殊な関係にあった。越前松平家が城主を務める前橋藩では1706年（宝永3年）に利根川の氾濫で城の一部が崩壊、明和4年（1767年）、時の藩主・松平朝矩は川越藩に移封となり、前橋城は廃城、前橋藩も廃藩となった。そのため前橋は川越藩領として、川越藩の置いた前橋陣屋の川越藩士の支配を受けることになった。この状態は1世紀に亘って続いた。
幕末、川越藩領の前橋を中心とする上野国の主力産品であった生糸は、三浦半島にも藩領を持っていた川越藩の藩士・速水堅曹、深沢雄象らによって横浜港から輸出され莫大な利益を生み、越前松平家の長い念願が叶って1867年（慶応3年）、前橋城の築城が達成された。時の川越藩主・松平直克は再び立藩された前橋藩の藩主として前橋に移封された。速水堅曹らも随行して前橋藩士となり、日本最大の輸出品であり最大の外貨稼ぎであった生糸の生産を前橋で近代化させた。
このように経済的・人的にも川越藩と前橋藩は不可分な関係で、さらに前橋藩誕生後に今度は武蔵国比企郡松山などが川越藩領から前橋藩領となって前橋藩の松山陣屋が置かれたように、領地関係も複雑を極めていた。
1871年（明治4年）の廃藩置県は前橋藩立藩からわずか4年後のことで、川越が県庁である入間県と、1872年（明治5年）6月15日に高崎から前橋に県庁が移っていた群馬県を統合するのは、両藩の版図が入り混じっていた歴史的経緯から自然なことだった。実際、河瀬秀治が、入間県令と群馬県令を兼任していた。また旧川越藩士の尾高高雅は群馬県の権典事を勤めていた。問題は県名と県庁の場所で、川越、前橋とも譲らず、河瀬が川越と前橋を往復していたため、業務の効率化を図るためを口実に、中間地点の入間県熊谷を統合時に県庁とすることで妥協をはかった。

## 沿革
- 1873年（明治6年）6月15日 - 群馬県（第1次）と入間県が合併して熊谷県が発足（明治6年太政官布告第214号）。県庁は大里郡熊谷駅（現在の埼玉県熊谷市仲町43）の熊谷寺の庫裏に設置。
- 1876年（明治9年）8月21日 - 第2次府県統合により、武蔵国を埼玉県に合併、栃木県から山田郡・新田郡・邑楽郡を編入のうえ、県庁を群馬郡高崎町に移転して群馬県（第2次）に改称。同日熊谷県廃止。

## 管轄地域
- 上野国
  - 佐位郡
  - 那波郡
  - 吾妻郡
  - 利根郡
  - 勢多郡
  - 群馬郡
  - 片岡郡
  - 碓氷郡
  - 甘楽郡
  - 緑野郡
  - 多胡郡
- 武蔵国
  - 賀美郡
  - 児玉郡
  - 那珂郡
  - 幡羅郡
  - 榛沢郡
  - 大里郡
  - 男衾郡
  - 秩父郡
  - 比企郡
  - 横見郡
  - 入間郡
  - 高麗郡
  - 新座郡

上野国新田郡、山田郡、邑楽郡は栃木県が管轄しており、第2次府県統合で群馬県に編入された。

## 歴代知事
- 1873年（明治6年）6月15日 - 1874年（明治7年）7月19日 - 県令・河瀬秀治（前入間県令兼群馬県令、元宮津藩士）
- 1874年（明治7年）7月19日 - 1876年（明治9年）3月4日 - 権令・楫取素彦（前足柄県参事、元山口藩士）
- 1876年（明治9年）3月4日 - 1876年（明治9年）8月21日 - 県令・楫取素彦（前熊谷県権令）